# سامحيني (مسلسل)
سامحيني (بالتركية: Beni Affet)‏ مسلسل تركي، يعالج قضايا المجتمع بقالب درامي يتسم أحياناً بالكوميديا البسيطة. يحكي المسلسل قصة عائلتين (العائلات الرئيسية)، يولع أبناء بعضها بحب الآخر. ولكن تقف في وجهها الكثير من المصاعب والعراقيل والمشاكل، تؤدي بهما أحياناً إلى الافتراق، ولكن بتفكير صائب وحكيم، يتخلصان من كل هذه الأشياء السلبية.
تشارك شيماء كوركماز بدور فريدة، ومراد داناجي بدور وليد (جنيد). هذان المغرومان حاولا بشتى الطرق تحقيق حلم الزواج، ولكن منعهما أب وليد، عثمان كوزان (المؤدى دوره من قِبل نصرت شيناي) مراراً وتِكراراً، حتى ما عاد لعثمان أي رأي في الموضوع. هذا الشخص حاول أيضاً تفريق ابنه محمد كمال كوزان (الممثل: ميرت ألتينشيك)، بابنة سيرين كاياجان (الممثلة: إلقاي قايتو ألاتاي)، وهي منار كوزان (الممثلة: غاي تورغوت أيڤن). بينما أخ منار، محمود كاياجان (الممثل: دينيز إيفن) رحل بعيداً عن عائلته لبعض الوقت قبل أن يلتقي ليلى (الممثلة: هازال فيليز كوتشوكوزي). بينما قبلها كان يحب هنادي كوركجو (الممثلة: إليف سانلي) قبل أن تنتحر هذه الآخيرة. لمزيد من شخصيات المسلسل شاهد قسم شخصيات أسفله.

## الممثلون
| الاسم التمثيلي     | الاسم الحقيقي            | الاسم الحقيقي باللغة التركية | عدد مواسم الظهور |
| ------------------ | ------------------------ | ---------------------------- | ---------------- |
| فريدة كوزان        | شيماء كوركماز            | Şeyma Korkmaz                | 4                |
| وليد (جونيت) كوزان | مراد داناجي              | Murat Danacı                 | 4                |
| منار كوزان         | غاي تورغوت أيڤن          | Gaye Turgut Evin             | 4                |
| محمد كمال كوزان    | ميرت ألتينشيك            | Mert Altınışık               | 4                |
| سهيل يلدريم        | أوزكون تشوبان            | Özgün Çoban                  | 4                |
| أيلول/ عائشة غونر  | جامز إغديروغلو           | Gamze İğdiroğlu              | 4                |
| بلال تيكين         | كرم بويراز كايالب        | Kerem Poyraz Kayaalp         | 4                |
| سيرين كاياجان      | إلقاي قايتو ألاتاي       | İlkay Kayku Atalay           | 4                |
| نذيرة تيكين        | زينب أيتيك ميتين         | Zeynep Aytek Metin           | 4                |
| سحر كاياجان        | سيرين يالازوغلو قاراقوتش | Ceren Yalazoğlu Karakoç      | 4                |
| لقمان              | أوتوكن هورموزلو          | Ötüken Hürmüzlü              | 4                |
| زهرة كوزان         | أوليفي كاراجا            | Ulviye Karaca                | 4                |
| عثمان كوزان        | نصرت شيناي               | Nusret Şenay                 | 4                |
| محمود كاياجان      | دينيز إيفن               | Deniz Evin                   | 3                |
| هنادي كوركجو       | إليف سانلي               | Elif Sanli                   | 2                |
| شاهين كاياجان      | أوكان شينوزان            | Okan Şenozan                 | 2                |
| ليلى               | هازال فيليز قوتجو قوزي   | Hazal Filiz Küçükköse        | 2                |
| منصور              | جونيت ميتا               | Cüneyt Mete                  | 2                |
| أصيلة (سجينة)      | هنادي احمدوغلو           | handan ahmetoğlu             | 4                |
| نجمة (صديقة أصيلة) | فيليز تيكينوغلو          | feliz tekkinoğl              |                  |

## الشخصيات
- فريدة كوزان (الممثلة:شيماء كوركماز): هي فتاة يتيمة ربتها عائلة كوزان، وحينما كبرت وقعت في حب ابن الأسرة وليد كوزان وهو أيضا أحبها لكن والده عثمان كوزان، رفض حبهما لبعضهما لأنه يكره فريدة، ولا يعتبر أنها من نفس مستوى ابنه، وبذلك طردها من المنزل وعاشت حياة تعيسة، إلى أن عادت إلى وليد، رغم رفض عثمان وعاشت معه، وبعد مدة أصيب عثمان بشلل نصفي، فاعتنت فريدة به حتى شفي مما جعله يحبها، ويغير رأيه فيها، وبعد زواج فريدة بوليد، اكتشفت أن عدوتها اللدودة أيلول هي أختها الكبرى، فتصالحتا، واكتشفتا في مابعد أن والدهما حي فانتقلتا للعيش معه، لكن زوجته إيمان كانت شريرة وخطفت فريدة ففشلت الخطة، وحاولت تفريقها عن زوجها قبل أن تكشف كل ألاعيبها فطردت من البيت مما جعلها ترغب في الانتقام فخطفت بنت فريدة بعد ولادتها وحين استرجع وليد ابنته حاولت قتل فريدة وأختها فسددت على فريدة وأصيبت في قلبها فشفيت لكن الطبيب احمد قال لها انها تموت وبدأ بإعطائها دواء يزيد حالتها سوء وهذا بسبب المرأة التي ربته سمية التي ابنتها تحب وليد كوزان
- وليد كوزان (الممثل: مراد داناجي): هو ابن عائلة كوزان، والدته هي زهرة كوزان، ووالده هو عثمان كوزان، وله أخت تدعى غيثة وأخ يدعى كمال، وليد هو زوج فريدة، وله بنت تدعى شمس، وهو يمتاز بذكائه الشديد، وشجاعته، وهو يحب فريدة كثيرا، ويعمل في شركة والده، ويكره إيمان زوجة عزيز أبو فريدة كثيرا، لأنها حاولت تفرقته عن زوجته فريدة.
- كمال كوزان (الممثل:ميرت ألتينشيك): هو ابن عائلة كوزان الأصغر، وزوج منار كوزان، يعيش في حي شعبي مع زوجته وابنه الصغير يوسف، ويعمل مهندسا، عانى كثيرا ليتزوج بمنار فوالده رفض، ولكن بعد أن حملت منار أصبح يحبها ويهتم بها، كانت لديه خطيبة سابقا تدعى هنادي لكنه تركها بعد أن تعرف على منار، كما صدمته فتاة تدعى إينجي بسيارتها مما جعله يفقد الذاكرة، فعالجته وبعد أن شفي بقي معا بعضهما، لكن كمال استرجع ذاكرته، وعاد إلى زوجته، وبعد مدة اكتشف أن ابنه مريض بمرض خطير، وليعالج يحتاج إلى أخ له، ولكن منار لم تعد تستطيع أن تلد، وبعد أن علم أن أنجي حاملة منه قرر التخلي عن منار والزواج من إنجي لإنقاذ حياة إبنه ولم يخبر أحدا غير والده بحقيقة مرض ابنه.
- منار كوزان (الممثلة: غاي تورغوت أيڤن) هي زوجة كمال كوزان، وابنة سيرين كاياجان، شهين كاياجان، وأخت محمود وصحر، كانت منار فقيرة وتعيش مع أمها وإخوتها بعد أن اختفى أبوها وهي طفلة، قبل أن تتعرف على كمال وتقع في حبه، هذا الأخير هو أيضا يحبها، لكن بلال وهو صديق منار منذ الطفولة اغتصبها، وخبأت هي الأمر عن كمال وأخيها، وبعد مدة تزوجت من كمال، وأنجبت معه طفلا أسمياه يوسف، بعد ذلك فقد كمال الذاكرة، وتعرف على فتاة تدعى إينجي، وبعد أن استعاد ذاكرته، عاد إلى منار، لكن إينجي أبت إلا أن تنتقم من منار فضربتها بالسيارة، وعلى إثر هذه الحادثة، فقدت منار القدرة على الولادة، فقررت الانتقام من إينجي، فاستدرجتها إلى غابة ولحقت بها وهي تحمل سكينا، إلى أن أدركتها على حافة جبل، لكنها لم تستطع فعلها، وهنا سقطت إنجي من الجبل، وبعد أن استيقاضت في المستشفى اتهمت منار بأنها هي من دفعتها من أعلاه، فتم سجن منار، لكن كمال أضهر برائتها، وبعد أن قرر كمال، ترك منار والدهاب إلى إينجي لإنقاذ حياة إبنه، حاولت منار الانتحار، ولكنها عاشت مع إصابتها بشلل.

## فريق العمل
- هشام اوغز يولداش
- باران يلدريم
- ورال باليكتشي
- ايشاغوبوستانجي
- تونجا ديمير
- كوكتش اير اوغلو
- مروى اتيش اوغلو اتكو دومان

## إخراج
- جورزال اتيش
- مهربان شاهين
- برغوزال ديميرجي اوغلو

## مقدمة المسلسل

### غناء
| المغنُّون      | شوال سام (şevval sam)، ولجان آك محمد (valcan akmehmet) |
| كلمات وتلحين | إنانتش شانفر (inanç şanver)                            |
| أغنية        | isyanim var aşka (لدي إيمان بالحب)                     |

## كلمات الأغنية
| كلمات الأغنية وترجمتها للعربية isyanım var aşka - لدي إيمان بالحب | كلمات الأغنية وترجمتها للعربية isyanım var aşka - لدي إيمان بالحب |
| الكلمات باللغة التركية                                            | الترجمة باللغة العربية                                            |
| ----------------------------------------------------------------- | ----------------------------------------------------------------- |
| aşkimiz, açılmamiş bir gül gibi                                   | حبنا ينغلق مثل زهرة                                               |
| içimi sizlatur, kaderi utan'dirır.                                | داخلها مجروح، قدرها مجهول                                         |
| hikayemiz, yarem kalmiş bir an gibi,                              | حكايتنا انتهى زمنها في لحظة                                       |
| kayep gitmiş hayaller ellimizden                                  | فذهبت أحلامنا خسارة                                               |
| isyanim, var aşka...                                              | لدي إيمان بالحب                                                   |
| !ama ne çare                                                      | لكن ما هو العلاج                                                  |
| paramparça yürek                                                  | قلبي تحطم...                                                      |
| nafile                                                            | عبثاً                                                              |
| ikimiz yozik etmen bu defa ben                                    | لا أشفق على كلينا، هذه المرة أنا                                  |
| alişamamak artik sensizlige                                       | سأتعود على غيابك                                                  |
| إيقاعات معزوفة بالكمان، ثم تعاد الفقرات أعلاه مرتين               |                                                                   |

## إذاعة المسلسل
الدولة: تركيا
اللغة: التركية (بالنسبة للإذاعة في تركيا)، الدارجة المغربية (بالنسبة للإذاعة المترجمة في المغرب)

## الإنتاج
- مكان التصوير:  انقرة، تركيا.
- المدة: 45-50 دقيقة
- الراعي الرسمي: فوكيس فيلم

## قنوات الإذاعة
- شو تيفي (2011-2012) في تركيا
- ستار تيفي (2012-2018) في تركيا
- دوزيم القناة المغربية من 2013 إلى 2019
- القناة البلغارية Nova TV من 2015
- MTV لبنان عرضت الجزء الأول فقط (2013)
- الجزائرية 3 وقناة الراي الكويتية عرضت الجزء الأول والثاني فقط (2014-2015)
- قناة المحور المصرية عرضت الجزء الأول والثاني والثالث فقط (2013-2017)

## وصلات خارجية
- سامحيني على موقع IMDb (الإنجليزية)
- سامحيني على موقع قاعدة بيانات الفيلم (الإنجليزية)